# گفر کنار اشلایتس
شهر گفر کنار اشلایتسدر ایالت تورینگن در کشور آلمان واقع شده‌است.